# Дикість (фільм, 2006)
«Дикість» (англ. Wilderness) — британський фільм жахів з елементами трилера 2006 р. режисера Майкла Бассетта. Прем'єра фільму відбулася 19 березня.

## Сюжет
Після самогубства одного з ув'язнених у британській установі для молодих правопорушників групу підлітків разом із співробітником в'язниці посилають на віддалений острів, який раніше використовувався як полігон британської армії, але зараз є полігоном в'язниці. Незабаром вони дізнаються, що вони не одні на острові: деякі члени групи зіткнулися з жіночим табором правопорушників та їх наглядачем. Історія перетворюється в розповідь про зраду і помсту. Дивне вбивство на початку фільму розкриває суть сюжету пізніше: батько померлого хлопця, професіональний солдат-спецназівець, вирішує помститися та знищити всіх на острові. 

## Виробництво
Фільм був підготовлений та поширений незалежним консорціумом і режисером Майклом Дж. Бассеттом. Фільм знімався в Шотландії та Північній Ірландії.
Фільм отримав рейтинг R через відверті сцени насильства і крові, ненормативну лексику та сцени сексуальності. 

## Критика
Рейтинг на IMDb — 6,2/10. 